# H.C. Andersen
 Der er flere personer med dette navn, se H.C. Andersen (flertydig).
 "Hans Christian Andersen" omdirigeres hertil. For andre betydninger af Hans Christian Andersen, se Hans Christian Andersen (flertydig).
Hans Christian Andersen, mest kendt som H.C. Andersen (født 2. april 1805 i Odense, død 4. august 1875 i København), var en dansk forfatter og digter, der er verdensberømt for sine eventyr. Han var opfinderen af tingseventyr, der er en undergenre af kunsteventyr, og var en af den danske guldalders vigtigste personer. Han var desuden kendt for sine papirklip, og han menes at have opfundet det flettede danske julehjerte.

## Liv

### Fødsel og dåb
H.C. Andersen blev som mange andre døbt umiddelbart efter fødslen på grund af den store børnedødelighed. I kirkebogen til Sankt Hans Kirke i Odense er det skrevet, at fødslen fandt sted kl. 2 om natten den 2. april 1805, og at den stedfortrædende præst forrettede dåben.
2. påskedag, som var den 15. april, blev dåben bekræftet ved fremstilling i Sankt Hans Kirke, og barnet blev her indskrevet i kirkebogen med navnet Hans Christian.
En dåbsattest blev først fremstillet i november 1823, måske i forbindelse med en arvesag (farfarens død), men er senere forsynet med en randbemærkning, hvoraf det fremgår, at fødestedet var hjørnehuset mellem Hans Jensens Stræde og Bangs Boder, en del af det nuværende Museum H.C. Andersens Hus. Efter sigende skyldes tilføjelsen, at H.C. Andersen i året 1867 skulle udnævnes til æresborger i Odense. At fødestedet skulle være hjørnehuset mellem Hans Jensens Stræde og Bangs Boder kan derfor ikke bekræftes, og H.C. Andersen skulle selv have benægtet det; han sagde: "Jeg er ikke født i sådan en rønne". Under alle omstændigheder var han ikke i stand til at angive sit fødested præcist.
Der var seks faddere ved dåbsfremstillingen: madam Sille Marie Breineberg, født Westphalen, som bar barnet; jomfru Friederiche Pommer; skomagermester Peder Waltersdorff; hattemager Jens Henrichsen Dorch; snedkersvend Anders Jørgensen; samt portneren ved Odense Gråbrødre Hospital, Nicolas Gomard.
Som forældre står i kirkebogen den 22-årige skomagersvend Hans Andersen (1782-1816) og den 34-årige Anne Marie Andersdatter.
Parret indgik giftermål i Skt. Knuds Kirke i Odense den 2. februar 1805, to måneder før fødslen.

### Barndom
Moderen Anne Marie havde allerede en datter ved navn Karen Marie, der imidlertid var anbragt hos Anne Maries mor. Ægteparret flyttede sammen første gang i Holsedore (gade i Odense), og i maj 1805 flyttede de til Klaregade.
I starten af 1807 fik de egen bolig på ca. 42 m² i Klingenberg 664, nu Munkemøllestræde 3-5, i Odense. Huset betegnes i dag som H.C. Andersens Barndomshjem og er et museum.
I huset boede i alt 12 personer, og familiens bolig bestod af et værelse med køkken. Ifølge H.C. Andersens egen levnedsbeskrivelse havde faderen selv sammentømret et skomagerværksted og en brudeseng af et træstillads, "der kort forinden havde baaret Liigkisten med en afdød Grev Trampe." 
Som 6-årig kom H.C. Andersen i pogeskole, senere i en skole for især jødebørn, og han frekventerede efter sigende også en ”fattigskole”. I hjemmet gav faderen ham kendskab til Holbergs komedier og vakte hans interesse for teater og kultur.
Faderen lod sig i 1812 hverve som soldat i stedet for en indkaldt bondesøn, der til gengæld måtte udrede en større sum penge til friskomageren. Faderen kom hjem efter to års forløb, syg og nedbrudt, og fandt tillige, at alle pengene var tabt på grund af statsbankerotten i 1813. Han døde i 1816.
H.C. Andersen havde af og til besøgt Odense Teater og set skuespil der. Så havde han bagefter spillet rollerne derhjemme.
Hjemmet var fattigt efter faderens død, og H.C. Andersen kom en kort tid i lære, først på en klædefabrik og senere på en tobaksvirksomhed. Legemligt arbejde syntes at have været for hårdt for den følsomme Hans Christian, og igen anbragtes han på en fattigskole, hvor han fik undervisning i religion og regning.
Moderen blev gift igen i 1818, og igen med en skomagersvend. Familien måtte forlade barndomshjemmet i Klingenberg i april 1819 og flytte i et hus længere nede ad gaden. Begge forhold synes at have været medvirkende til, at H.C. Andersen i en tidlig alder besluttede sig for at forlade Odense.
Den 8. juli 1819 blev han konfirmeret i Odense Domkirke af domprovsten, der ellers kun konfirmerede fine borgeres børn og ikke fattigfolks. Domprovsten skrev endda i konfirmationsprotokollen, at H.C. Andersen havde gode evner og gode religionskundskaber, om end hans flid ikke var rosværdig.
Forfatteren Jens Jørgensen har i sin bog H.C. Andersen − en sand Myte bemærket, at H.C. Andersen i modsætning til andre drengebørn i Odense fra lignende fattige hjem syntes at nyde en mere beskyttet og privilegeret barndom, og at familien, den ganske unge friskomager Hans Andersen og den betydeligt ældre Anne Marie Andersdatter, aldrig syntes at lide egentlig nød.
H.C. Andersen havde også knyttet forskellige kontakter, og da han forlod Odense, var han i besiddelse af et anbefalingsbrev fra en avisudgiver i Odense, bogtrykker Iversen, til Anna Margrethe Schall, balletdanserinde ved Det kongelige Teater i København.

### Ankomst til hovedstaden
Den 4. september 1819 tog den 14-årige H.C. Andersen afsked med sin mor i Odense, hvorefter han rejste med 13 rigsdaler i lommen med postvognen til København, hvortil han ifølge Mit Livs Eventyr ankom den 6. september.
Han ankom midt i Jødefejden, en række antisemitiske optøjer, som fandt sted i København i september 1819 og januar 1820. H.C. Andersen var ikke overrasket over optøjerne; han troede, det hørte med til en stor by som København.
I København indlogerede han sig på et gæstgiveri i Gardergade, nu Vestergade.
Det menes, at H.C. Andersen ankom til hovedstaden i følge med (eller samtidigt med) prins Ferdinands (tidligere) amme, en ”Madame Sophie Charlotte Hermansen”, som H.C. Andersen havde stiftet bekendtskab med på Odense Slot, (formodentlig var moderen vaskekone på slottet). Madam Hermansen hjalp ham med kost og logi og anviste ham samtidig arbejde hos en snedkermester.
Dette varede dog kun en enkelt dag.
Bekendtskabet med Sophie Hermansen synes tillige at have ført til foretræde hos direktøren for Det kgl. Teaters Syngeskole, hr. Siboni, der i selskab med C.E.F. Weyse, Jens Baggesen og andre notabiliteter formåede at samle en sum penge ind til den 14-årige H.C.Andersen.
Samtidig gav Siboni løfte om kost og sangundervisning. H.C. Andersen fik derefter et nyt logi i Ulkegade, nu Holmensgade, og af hensyn til Siboni fik han tillige tyskundervisning. Siboni opgav dog hurtigt H.C. Andersens sangundervisning, og H.C. Andersen henvendte sig derefter til solodanser C. Dahlén og fik undervisning på Hofteatrets Danseskole i sæsonen 1821-22.
Til trods for en lidt uheldig optræden i en statistrolle på Det Kgl. Teater opnåede H.C. Andersen alligevel en stilling i koret, dog uden fast løn, og han skrev samtidig bønskrifter til forskellige forfattere og kunstnere og udvidede på den måde sin bekendtskabskreds.
I 1821 skrev H.C. Andersen sit første skuespil, Røverne i Vissenberg, til teatret. Stykket blev afvist, og kort efter skrev han sin første bog, der blev udgivet, men ikke solgt i stort tal. En tidligere forbindelse fra Odense, oberst Christian Høegh-Guldberg, opfordrede H.C. Andersen til at henvende sig til den nyudnævnte teaterdirektør for Det kgl. Teater, Jonas Collin.
I 1822 skrev H.C. Andersen skuespillet Alfsol, der blev erklæret uegnet til opførelse på scenen. Direktøren for teatret Knud Lyne Rahbek anså dog H.C. Andersen for at have skjulte talenter, som muligvis kunne fremelskes ved den rette uddannelse. Som følge af dette blev der den 13. september 1822 holdt et direktionsmøde med H.C. Andersen. Ved mødet blev det overdraget Collin at ansøge Frederik 6. om hjælp til yderligere uddannelse af H.C. Andersen. Kongen bevilgede, at fonden ad usus publicos skulle udbetale penge til H.C. Andersen med det formål, at han skulle "vorde en nyttig borger". Selv om Rahbek var hovedkraften bag støtten, var det Collin, der som formynder fik æren for det i eftertiden.
Efter godt tre års ophold i hovedstaden modtog den 17-årige H.C. Andersen således en donation af kong Frederik 6. Den muliggjorde hans uddannelse på den velrenommerede latinskole i Slagelse. Collin skulle som hans formynder føre tilsyn.

### Uddannelse
H.C. Andersen ankom den 26. oktober 1822 til Slagelse og blev indlogeret hos herredsfogedens enke, madam Henneberg. I latinskolen blev han under henvisning til manglende kundskaber placeret i 2. klasse blandt 11-12-årige drenge af skolelederen Meisling. Forholdet mellem Meisling og H.C. Andersen udviklede sig katastrofalt, blandt andet fordi Mejsling og Collin nægtede H.C. Andersen at beskæftige sig med nogen form for digtning.
Hans digtning i denne periode er da også begrænset til et fastelavnsdigt og et mindedigt over en velgører. Samtidig foretog han adskillige rejser til Sorø, hvor han stiftede bekendtskab med digteren B.S. Ingemann. Han rejste til familien Collin i København i julen 1823 og til sin mor i Odense i 1824, hvor han overdrog en del af arven efter farfaderen til sin mor.
I 1825 besøgte han igen sin mor, som netop havde opnået plads på en fattigstiftelse.
Samme år flyttede han ind hos rektor Meisling, og i 1826 flyttede han sammen med ham til Helsingør, hvor Miesling skulle være rektor for latinskolen.
I efteråret 1826 var forholdet til Meisling på bristepunktet, og da boligforholdene tillige var yderst ringe, skrev H.C. Andersen et brev til Collin, som han klagede sin nød til. I påskeferien 1827 greb en af latinskolens unge lærere ind, opsøgte Collin, forklarede ham situationen, og fik ham overbevist om, at det var nødvendigt at fjerne H.C. Andersen fra Meislings skole. I april 1827 rejste H.C. Andersen til København og fik et logi i Vingårdstræde (i Kong Hans' Vingård, nu en del af Magasin du Nord).
I København blev han privat manuduceret til studentereksamen og blev som fattig student fast middagsgæst hos forskellige familier i København.
Efter at H.C. Andersen fik udgivet digtet Det døende Barn i Kjøbenhavnsposten den 25. september 1827, startede hans egentlige æra som forfatter, og som eventyrdigter indtog han senere førstepladsen blandt den danske guldalders mange kunstnere.
Han aflagde studentereksamen den 22. september 1828 på Københavns Universitet.

### Digter
Efter endt uddannelse debuterede H.C. Andersen i 1829 med Fodrejse fra Holmens Canal til Østpynten af Amager i aarene 1828 og 1829 – en parodisk rejseskildring af en digters vandring i Københavns udkanter natten mellem nytårsaften og 1. nytårsdag 1829, hvor digteren kommer ud for de underligste oplevelser.
I 1831 udkom hans første egentlige digtsamling. Samme år var han på sin første udlandsrejse, der gik til Tyskland, hvor han blandt andre mødte digteren Chamisso.
I 1835 udkom hans første roman, Improvisatoren, samt hans første to eventyrsamlinger. I de følgende år skrev han skuespil og de to romaner O. T. og Kun en Spillemand.
H.C. Andersen elskede at rejse. Fra ham stammer det berømte citat "At rejse er at leve."  Rejserne gav ham inspiration til hans værker. Efter en rejse (1840-41) til bl.a. Italien, Malta, Grækenland og Tyrkiet udsendte han i 1842 rejseskildringen En Digters Bazar. I 1857 var han på besøg hos den engelske forfatter Charles Dickens i England, og i 1862-63 rejste han i bl.a. Spanien og Marokko, skildret i I Spanien.
Det var med eventyrene, at H.C. Andersen fik sin største succes.
De er i dag oversat til mere end 100 sprog. Blandt de mest berømte er Fyrtøjet, Prinsessen på ærten (1835), Den lille havfrue, Kejserens nye klæder (1837), Den grimme ælling (1843), Snedronningen (1844), Den lille pige med svovlstikkerne (1848) og Det er ganske vist! (1852). De første eventyr blev udgivet den 8. maj 1835 af universitetsboghandler C.A. Reitzel under titlen Eventyr, fortalte for børn.
Blandt H.C. Andersens kendte digte er I Danmark er jeg født og Hist, hvor vejen slåer en bugt.
Med revisionen af Den Danske Salmebog i 2003 fik H.C. Andersen optaget to salmer: Barn Jesus i en krybbe lå og Jeg har en Angst.

### Herregårdsophold
Andersen var en yndet gæst på talrige danske og udenlandske herregårde, herunder navnlig Holsteinborg Gods ved Skælskør, hvor flere af digterens eventyr blev til. H.C. Andersens stuer står endnu urørte på Holsteinborg. Andersen var også gæst på Basnæs, Bregentved og Gisselfeld på Sjælland, på Glorup på Fyn, og på Frijsenborg i Jylland.
På disse ophold betalte Andersen ikke for kost og logi, men stod for underholdning og litterære indslag ved fester og sammenkomster. Det kunne være oplæsning, små komedier, papirklip, sange, lotterier, udsmykninger, bordpynt, etc. Særligt børnene fik gavn af Andersens besøg, der ofte gav sig udslag i papirklip og samtale om hans selvfremstillede billedbøger.

### H.C. Andersen og Norge
Andersen opfattede nordmænd som ubehagelige, uopdragne, højrøstede og brovtende. De var uopdragne som de "norske Børn", han undertiden traf hjemme hos Collins, og arrogante som J.S. Welhaven. Henrik Wergeland tog han sig ikke den ulejlighed at læse, og da Bjørnstjerne Bjørnson vakte opsigt i København fra og med 1856, bekræftede det kun Andersens opfattelse af nordmænd. Byen Silkeborg beskrev han som "kedelig og bevidst som en Nordmand." 
Men den 28. april 1861 mødte Andersen omsider Bjørnson, mens de begge var i Rom, og det gik over al forventning. Bjørnson skrev til Clemens Petersen: "Ham selv blev jeg naturligvis ganske mageløst forelsket i, og jeg tror det var gensidigt." Andersen skrev, at Bjørnson "kom mig så hjerteligt i møde, jeg synes særdeles godt om ham".
På den tid havde Andersen et udkast til eventyret Laserne liggende. I dette udkast er den norske las (svend) særdeles pralende ("Jeg er norsk, og når jeg siger, jeg er norsk, så tror jeg at have sagt nok!"). Den 14. maj 1861 inviterede Andersen Jonas Collin og Bjørnson på køretur i Rom, og da Bjørnson fortalte om sin trilogi Sigurd Slembe, fortalte Andersen ham om Laserne. Samme aften fandt han udkastet frem og begyndte at omarbejde det, så det norske indslag fremstår adskilligt mere sympatisk. Ironisk nok sad Bjørnson selv som tilhører til et eventyr, hvor han intetanende havde medvirket til udkastet - og så igen til den endelige tekst.

### Fotografier
H.C. Andersen var glad for at blive fotograferet, og digteren var tidens mest fotograferede dansker. Der findes mere end 100 forskellige optagelser af Andersen. Han sad primært model for professionelle fotografer som brødrene Georg E. Hansen og N.C. Hansen, Clemens Weller, Budtz Müller, Georg Rosenkilde, Rudolph Striegler og Thora Hallager samt Franz Hanfstaengl i München. Men bekendte tog også fotos af ham, såsom: amatørfotograferne Henrik Tilemann på Frijsenborg og Israel B. Melchior på Rolighed.
Fotografierne forærede Andersen ofte væk, som regel til kvindelige bekendte og til vennen Edvard Collin. Desuden bestilte digteren visitkortfotografier. Andersen har i sine dagbøger og breve beskrevet de mange besøg og omstændigheder ved fotograferingerne. De fleste fotografier er taget udendørs, idet interiørfotografier først blev en mulighed i Danmark i 1874, hvor Andersen blev fotograferet i sit hjem i Nyhavn som en af de første.
Den amerikanske globetrotter J. Ross Brownes mødte med Andersen i 1862 og beskriver ham således:
"Foran mig stod en høj, skindmager mand, lidt over sin bedste alder, men endnu ikke gammel, med et par spillende grå øjne i et smalt ansigt, fuld af furer og rynker, et langt ansigt med en stærkt fremspringende, stor og lidt skæv næse flankeret af et par vældige kindben med store fordybninger under. Utallige furer og rynker strakte sig halvcirkelformigt nedad rundt om vigene på en diger mund, en bred revne tværs over ansigtet, som man fejlagtigt kunne have taget for at være gabet på et barneslugende trold, hvis det ikke havde været for de solstrejf av hjertets godhed, som lå på lur rundt om læberne, og den milde menneskelighed, som glimtede frem fra alle krinkelkroge." 

### Død og gravsted
H.C. Andersen døde ugift og barnløs. Han sov stille ind i familien Melchiors hus, Rolighed, den 4. august 1875. Han er begravet på Assistens Kirkegård i København, afd. P-513.

## Eventyrene
I 1835 udkom H.C. Andersens to første eventyrsamlinger: Eventyr, fortalte for børn. Første hefte (Fyrtøjet, Lille Claus og store Claus, Klods-Hans, Prinsessen på ærten, Den lille Idas blomster) og Eventyr, fortalte for børn. Andet hefte (Tommelise, Den uartige dreng, Rejsekammeraten). Eventyrene var nydannelser i forhold til de traditionelle børnebøger. I Andersens eventyr ses verden fra barnets synsvinkel - med barnets øjne. Derved afveg de fra den pædagogik, der var herskende på det tidspunkt, hvor man stadig var præget af rationalismen, og hvor man lagde vægt på, at børnebøgerne skulle være moralistiske: Den enkelte historie skulle have en morale; børnene skulle lære god opførsel, så de kunne tilpasse sig de voksnes verden.
H.C. Andersens eventyr var præget af et enkelt sprog, som børn kunne forstå. Stilen var, også som noget nyt, talesprogsagtig, og dermed kunne eventyrene fange børnenes opmærksomhed. Et eksempel er indledningen til Fyrtøjet (1835): ”Der kom en soldat marcherende hen ad landevejen: én, to! Én, to!”
Anmelderne af de to første hæfter var dog ikke begejstrede. De brød sig ikke om den snakkesalige, uformelle stil og den tilsyneladende umoral i eventyrene. De mente, at børnelitteratur skulle opdrage snarere end underholde. En anmelder advarede direkte imod Andersens eventyr.
Eventyrene handler om konger, dronninger, prinser, prinsesser, hekse, dyr, planter, træer og ting. Men i virkeligheden handler de om almenmenneskelige forhold: glæde og sorg, sejr og nederlag, det gode og det onde, det ægte og det uægte. Der er noget universelt over H.C. Andersens eventyr. De forstås alle steder - i Kina, i USA , i Danmark. Alle kender de menneskelige fænomener, som udstilles i eventyrerne: bedraget og godtroenheden (Kejserens nye klæder), trangen til at overdrive (Det er ganske vist!), trangen til at drille den der er anderledes (Den grimme ælling), osv. Eventyrerne afspejler menneskers opførsel. Der er for noget uhyre menneskeligt ved H.C. Andersens dyreskikkelser (f.eks. den grimme ælling). Som Georg Brandes skrev: ”Andersen fremstiller ikke dyret i mennesket, men mennesket i dyret.” 
Eventyrene var ikke kun fortalt for børn, men også for voksne. H.C. Andersen vidste, at når børnene hørte eventyr, så lyttede far og mor med, og de skulle også have noget, de kunne tænke over. I begyndelsen kaldte han sine eventyrsamlinger Eventyr, fortalte for børn. Men senere kaldte han dem blot Eventyr – netop for at understrege, at der også var noget at hente for de voksne. H.C. Andersens eventyr er netop kendetegnet ved, at de kan læses på forskellige forståelsesniveauer.
Med tiden blev eventyrene længere, og personerne fik en mere kompliceret psykologi (et eksempel herpå er Skyggen (1847)). Samtidig fik de et mere selvstændigt præg. De første eventyr var overvejende bearbejdninger af kendte folkeeventyr, mens de senere eventyr overvejende var Andersens egne selvstændige værker (kunsteventyr).
I eventyrgenren fik H.C. Andersen mulighed for at udfolde sin rige fantasi og kreativitet. I romanen ”At være eller ikke at være” udtrykker han utvivlsomt sin egen opfattelse, når han lader en af personerne sige:
”Jeg finder, at eventyrdigtningen er poesiens mest udstrakte rige, den når fra oldtids rygende grave til den fromme barnlige legendes billedbog, optager i sig folkedigtningen og kunstdigtningen, det er mig repræsentanten for al poesi, og den, som mægter det, må heri ind kunne lægge det tragiske, det komiske, det naive og humoren, og har her både den lyriske streng, det barnligt fortællende og naturbeskriverens sprog til sin tjeneste.” 

## Religion
H.C. Andersen havde tidligt en følelse af, at forsynet (Gud) havde skænket ham særlige gaver og et særligt kald. Denne følelse beholdt han livet igennem. Han indleder sin selvbiografi Mit livs eventyr (1855) med ordene:
”Mit liv er et smukt eventyr, så rigt og lyksaligt! Havde jeg, som dreng, da jeg fattig og ene gik ud i verden, mødt en mægtig fe, og hun havde sagt: ’Vælg din bane og dit mål, og da, efter din ånds udvikling, og som det fornuftigvis må gå til i denne verden, beskytter og fører jeg dig!’, min skæbne kunne da ikke have været lykkeligere, klogere og bedre ledet, end den er. Mit livs historie vil sige verden, hvad den siger mig: Der er en kærlig Gud, der fører alt til det bedste.”
Hele livet igennem holdt han fast i denne tro. Når han karakteriserede sit liv som et eventyr, så mente han dermed ikke, at han ikke havde haft problemer i sit liv. Han oplevede fattigdom og mange skuffelser. Et eventyr består da også af både godt og ondt, sejre og nederlag. Men næsten alle H.C. Andersens eventyr ender godt. Retfærdigheden sker fyldest i sidste ende. Nederlagene fører frem til sejren. Senere i Mit livs eventyr skrev han: ”Mit livs eventyr indtil denne time ligger således nu oprullet for mig så rigt, så smukt, så fortrøstende! – selv af ondt kom godt, af smerte kom glæde ...” 
I romanen Improvisatoren (1835) får hovedpersonen Antonio på et tidspunkt en slags mystisk oplevelse, hvor
”… så at sige sjælen ansigt til ansigt skuer sin Gud: Jeg begreb hans almagt, visdom og godhed, han, for hvem lynet og hvirvelvinden er tjenere, uden hvis vilje ingen spurv falder til jorden. Mit eget liv stod klart for mig, jeg så en så forunderlig ledelse og styrelse i det hele; selv hver ulykke, hver sorg var overgangen til noget bedre.” 
Det er nærliggende at se den mystiske erkendelse, som Antonio her får, som udtryk for Andersens egen opfattelse. Historien om den unge kunstner Antonios opvækst fra fattigdom til lykke og velstand er da også stort set en parallel til H.C. Andersens egen livshistorie.
H.C. Andersen var uortodoks i sin tro, og han forholdt sig rationalistisk til den kristne troslæres dogmer. Fordi han troede så stærkt på den kærlige Gud, der fører alting til det bedste, afviste han læren om det evige helvede. Det gjorde han i eventyret En historie (1851), hvor det blandt andet hedder: Kend menneskene, selv i de onde er der en del af Gud, en del, der vil sejre og slukke helvedes ild.”
Andersen mente, at alting er en del af Gud, også det, der af mennesker regnes for grimt og foragteligt. I eventyret Der er forskel (1851) optræder der en smuk æblegren, der ser ned på de foragtede ”fandens mælkebøtter”. Men fortælleren siger: ”Æblegrenen havde aldrig tænkt over Vor Herres uendelige kærlighed mod alt, hvad der lever og røres i ham, den havde aldrig tænkt over, hvor meget smukt og godt der kan ligge gemt, men ikke glemt …”
H.C. Andersen var præget af romantikkens enhedssyn på livet og verden. Dette enhedssyn gik ud på, at universet udgør én stor organisk guddommelig sammenhæng eller enhed (”organismetanken”). I eventyret Klokken (1845) optræder enhedssynet, idet det har form af en tro på, at der findes en stor guddommelig ånd, der gennemtrænger naturen (panteisme). Ånden er i eventyret symboliseret ved en klokke, som lettere kan høres om natten end om dagen og lettere på landet end i byen. Byens borgere er optaget af hverdagens gøremål, og derfor har de svært ved at høre klokken, ”for der var sådan en rumlen med vogne og sådan en råben, og det forstyrrer.” Borgerne hører dog fra tid til anden klokkens klang langt borte fra, men de begrænser sig til at tage en tur i det grønne og få lidt tevand hos konditoren derude.
Men der er to personer, der ikke lader sig nøje med det. Det er en kongesøn og en fattig dreng, begge konfirmander, der ad hver sin vej kommer helt frem til klokken. De to mødes på en klippe og forenes i deres oplevelse af den guddommelige ånd i naturen. H.C. Andersen skildrer oplevelsen i sit karakteristiske maleriske sprog, der her næsten får karakter af en hymne:
”Op kom han <kongesønnen>, før solen endnu ganske var nede, set fra denne højde - o, hvilken pragt! Havet, det store herlige hav, der væltede sine lange bølger mod kysten, strakte sig ud foran ham, og solen stod som et stort skinnende alter derude, hvor hav og himmel mødtes, alt smeltede sammen i glødende farver, skoven sang og havet sang og hans hjerte sang med; den hele natur var en stor, hellig kirke, hvori træer og svævende skyer var pillerne, blomster og græs det vævede fløjlsklæde, himlen selv den store kuppel … - og i det samme kom, fra den højre sidegang, den fattige konfirmand med de korte ærmer og med træskoene; han var kommet der lige så tidligt, kommet der ad sin vej, og de løb hinanden i møde og holdt hinanden i hænderne i naturens og poesiens store kirke, og over dem klang den usynlige, hellige klokke, salige ånder svævede i dans om den til et jublende halleluja.”
H.C. Andersen troede på sjælens udødelighed, og han havde en forestilling om, at sjælen kunne udvikle sig efter døden. Han kunne dog også gribes af tvivl. I digtet Oldingen, som han skrev et år før han døde, giver han både udtryk for sin tro og sin tvivl. Men det er troen, der sejrer til sidst. De sidste fire linjer, der står på hans gravsten, lyder:
”Den sjæl, Gud i sit billede har skabt,
er uforkrænkelig, kan ej gå tabt;
vort jordliv her er evighedens frø,
vort legeme dør, men sjælen kan ej dø!”

## Spekulationer om biologiske forældre
Det er blevet fremført, at Nicolas Gomard, der stod fadder til H.C. Andersen, kunne være den biologiske far til ham.
Denne påstand kommer gennem en overlevering i familien Gomard.
Historikeren Erik Kjersgaard skriver i sin bogserie om Danmarks historie, at H.C. Andersen var en "illegitim søn af en officer i Odense", dog uden nærmere forklaring og kilde.
Allerede i 1800-tallet gik der rygter i det københavnske borgerskab om, at kronprins Christian var far til H.C. Andersen, netop på grund af Andersens lette adgang til kongehuset og de bedre kredse i hovedstaden. Jens Jørgensen, tidligere rektor for Slagelse Gymnasium, har uden held forsøgt at bevise, at kronprins Christian og lensgrevedatteren Elise Ahlefeldt-Laurvig var forældre til H.C. Andersen.
Jørgensen har fremført teorien, dels i sin bog H.C. Andersen — en sand myte fra 1987, dels i sit forord og sit efterskrift til den kommenterede udgave af H.C. Andersens Levnedsbogen.
Fyens Stiftstidendes kulturredaktør Rolf Dorset har støttet teorien i sin bog Paradisbarnet — en bog om H.C. Andersens herkomst fra 2004.
Teorien er ikke godtaget af sagkyndige. Blandt andet har forhenværende overarkivar ved Rigsarkivet Vello Helk kaldt Jørgensens første bog for "spekulation", og han har sagt, at arkivstudier ikke synes at være Dorsets "stærke side",
mens H.C. Andersen-forskeren Johan de Mylius har angivet, at teorien bygger på en "helt charlatan-agtig omgang med kilderne".

## Seksualitet
Eigil Nyborg har i bogen Den indre linje i H.C. Andersens eventyr analyseret H.C. Andersen og hans digtning ud fra C.G. Jungs teorier. Han konkluderer, at "uanset om man kan sige, at H.C. Andersen 'var til begge sider', var hans seksualitet, hvis man da vil benævne det ved dette navn, næppe engang nået i nærheden af overgangsalderen."
H.C. Andersen var vel ”en fremmed fugl i reden” og udstyret med lødige gener og tillige ganske givet udrustet med, hvad C.G. Jung benævner et "anima-kompleks" (ubevidst kvindelighed hos manden). Men netop i tilfælde af en moderbinding kan selve anima suppleres og kompletteres med et animus-kompleks (ubevidst mandlighed hos kvinden). Et tilført kompleks, der sandsynligvis indebærer seksuelle afvigelser, som kan implicere et liv med angst og hypokondri.
Dog kan nævnte animus ifølge Jung i visse tilfælde tillige positivt indeholde uanede ubevidste kræfter af aktiv kunstnerisk skaberkraft.
H.C. Andersen blev aldrig gift. Men han var stærkt forelsket flere gange i sit liv. Riborg Voigt var hans første store kærlighed. Hun var dog allerede forlovet, da han mødte hende. En anden var Jonas Collins datter Louise, der blev gift med juristen W. Lind, hvilket var et stort slag for H.C. Andersen. Den mest berømte af disse kvinder var svenske operasanger Jenny Lind.

## Eftermæle

### Skulpturer
I Danmark er der flere statuer af H.C. Andersen, blandt andet Henry Luckow-Nielsens statue på H.C. Andersens Boulevard ved Københavns Rådhus (fra 1961). I Kongens Have i København står der en statue af August Saabye (fra 1875). På pladsen ved Odense Banegård står Bjørn Nørgaards otte meter høje H.C. Andersen-skulptur i granit og patineret bronze: Skyggen, rejsekammeraten og improvisatoren – et treenigt portræt af H.C. Andersen fra 2002–2005.
I Central Park i New York står en skulptur af den siddende forfatter med en bog, der viser de første linjer af Den grimme ælling. En fritstående ælling kigger på forfatteren.
Skulpturen er formet af Georg John Lober i bronze med bænken i granit.
Den er doneret af Danish-American Women's Association og danske og amerikanske skolebørn i anledning af forfatterens 150-års fødselsdag i 1955.
En af Danmarks meste kendte skulpturer er Den lille havfrue ved Langelinie i København. Den er inspireret af H.C. Andersens eventyr af samme navn.

### Priser
I sit testamente af 18. februar 1860 indstiftede H.C. Andersen et legat, der uddeles til "den flittigste Dreng" fra en fattigskole i Odense.
Legatet er siden 1877 blevet uddelt på forfatterens fødselsdag som H.C. Andersens Hjælp.
Nyt Nordisk Forlag uddelte mellem 1931 og 1955 H.C. Andersen Mindemedaillen.
Dansk Forfatterforening har hvert år siden 1955 uddelt H.C. Andersen-legatet.
H.C. Andersen-medaljen er en international børnebogspris, der er blevet uddelt af International Board on Books for Young People (IBBY) inden for skrivning siden 1956 og inden for illustration siden 1966.
H.C. Andersen æresprisen er blevet uddelt siden 1996. Vinderen modtager en bronzestatuette udformet som bogen Mit Livs Eventyr, udført af den fynske kunstner Jens Galschiøt. Prisen bliver uddelt til tre personer hvert år den 2. april, H.C. Andersens fødselsdag.
H.C. Andersens Litteraturpris hylder "H.C. Andersens indflydelse på forfattere i hele verden".
Prisen blev indstiftet af den private H.C. Andersen Litteraturpriskomité i 2007. Den er på 500.000 kroner, som er indsamlet af private donorer.

### 200-året
200-året for H.C. Andersens fødsel i 2005 blev fejret med en række kunst-, kultur-, uddannelses- og turismeprojekter, der blev støttet af HCA2005 Fonden, der havde et budget på 231 millioner kroner.
80 millioner kroner var kommet fra Bikubenfonden, resten var offentlige midler.
Blandt de støttede projekter fik Rumle Hammerichs tv-serie Unge Andersen fem millioner kroner.
Hvad der især tiltrak mediernes opmærksomhed, var den fire millioner kroner store støtte til et "filmforberedelsesprojekt" for en international spillefilm af Bille August og producenten Lars Kolvig.
Spillefilmen blev aldrig til noget, og H.C. Andersen 2005 Fonden nægtede at betale sidste rate på 700.000 kroner til Kolvig og August.
For at markere 150-årstidspunktet for hans død, 4. august kl 11:05, spillede en klokkespilskoncert i Odense Domkirke, Holstebro Kirke og Vor Frelsers Kirke i København i 2025. Desuden ringede Odense Domkirke 10 minutter ekstra kl 08, for første gang siden 80-årsdagen for Danmarks befrielse.

### H.C. Andersens Boulevard
H.C. Andersens Boulevard mellem Gyldenløvesgade og Langebro, er måske både Københavns og Skandinaviens største og vigtigste gade. Den passerer Rådhuspladsen, Tivoli, Ny Carlsberg Glyptotek og meget mere, på vejen mellem Frederiksberg og Amager og også Vesterbrogade fører frem til boulevarden. Henry Luckow-Nielsens tidligere omtalte statue af H.C. Andersen står på H.C. Andersens Boulevard.

## Værker
H.C. Andersen fik udgivet sin første bog Ungdoms-Forsøg i 1822 (link til digital udgave), da han kun var 17 år gammel. Bogen blev udgivet under pseudonymet Villiam Christian Walter. Navnet var sammensat af Villiam efter William Shakespeare, Christian efter sig selv og Walter efter Walter Scott. Ungdoms-Forsøg blev genudgivet i 1827 under titlen Gjenfærdet ved Palnatokes Grav (link til digital udgave).

### Dramaer
- Mulatten, Originalt romantisk Drama i fem Akter (1840) | info Arkiveret 14. maj 2011 hos  Wayback Machine
- Maurerpigen, Original Tragedi i fem Akter (1840) | info Arkiveret 14. maj 2011 hos  Wayback Machine

### Eventyr
- ABC-Bogen | info
- Alferne paa Heden | info
- “Alt paa sin rette Plads” | info
- Anne Lisbeth | info
- Barnet i Graven | info
- Bedstemoder | info
- Bispen paa Børglum og hans Frænde | info
- Boghveden | info
- Børnesnak | info
- Dandse, dandse Dukke min! | info
- Danske Folkesagn | info
- De blaae Bjerge | info
- De røde Skoe | info
- De smaa Grønne | info
- De vilde Svaner | info
- De Vises Steen | info
- “Deilig!” | info
- Den fattige Kone og den lille Canariefugl | info
- Den flyvende kuffert (1839) | info
- Den gamle Gadeløgte | info
- Den gamle Gravsteen | info
- Den gamle Gud lever endnu | info
- Den gamle Kirkeklokke | info
- Den grimme Ælling | info
- Den lille Havfrue | info
- Den lille Idas Blomster | info
- Den lille Pige med Svovlstikkerne | info
- Den lykkelige Familie | info
- Den onde Fyrste | info
- Den sidste Perle | info
- Den standhaftige Tinsoldat | info
- Den store Søslange | info
- Den stumme Bog | info
- Den uartige Dreng | info
- Det er Dig, Fabelen sigter til! | info
- “Der er Forskjel!” | info
- Det er ganske vist! | info
- Det gamle Egetræes sidste Drøm | info
- Det gamle Huus | info
- Det nye Aarhundredes Musa | info
- Det sjunkne Kloster | info
- Det Utroligste | info
- Dryaden | info
- Dykker-Klokken | info
- Dynd-Kongens Datter | info
- Dødningen | info
- Een og tredivte Aften | info
- Elverhøi | info
- En Historie | info
- En Historie fra Klitterne | info
- En Rose fra Homers Grav | info
- Engelen | info
- Et Billede fra Castelsvolden | info
- Et Blad fra Himlen | info
- Et Børneeventyr | info
- Et godt Humeur | info
- Et Stykke Perlesnor | info
- Fem fra en Ærtebælg | info
- Flaskehalsen | info
- Flipperne | info
- Flyttedagen | info
- Folkesangens Fugl | info
- Fra et Vindue i Vartou | info
- Fugl Phønix | info
- Fyrtøiet | info
- Gaardhanen og Veirhanen | info
- Gartneren og Herskabet | info
- Gjemt er ikke glemt | info
- Grantræet | info
- Gudfaders Billedbog | info
- Guldskat | info
- Gaaseurten | info
- Herrebladene | info
- Historien om en Moder | info
- Hjertesorg | info
- Holger Danske | info
- “Hun duede ikke” | info
- Hurtigløberne | info
- Hvad Fatter gjør, det er altid det Rigtige | info
- Hvad gamle Johanne fortalte | info
- Hvad hele Familien sagde | info
- Hvad man kan hitte paa | info
- Hvad Tidselen oplevede | info
- Hvem var den Lykkeligste? | info
- Hyldemoer | info
- Hyrdinden og Skorsteensfeieren | info
- Hønse-Grethes Familie | info
- Hørren | info
- I Andegaarden | info
- I Børnestuen | info
- Ib og lille Christine | info

- Iisjomfruen | info
- Jødepigen | info
- Kartoflerne | info
- Keiserens nye Klæder | info
- Kjærestefolkene | info
- Klods-Hans | info
- Klokkedybet | info
- Klokken | info
- Kometen | info
- Krøblingen | info
- Laserne | info
- Lille Claus og store Claus | info
- Lille Tuk | info
- Loppen og Professoren | info
- Lygtemændene ere i Byen, sagde Mosekonen | info
- Lykken kan ligge i en Pind | info
- Lykkens Kalosker | info
- Lysene | info
- “Man siger -”! | info
- Marionetspilleren | info
- Metalsvinet | info
- Moster | info
- Nabofamilierne | info
- Nattergalen | info
- Nissen hos Spekhøkeren | info
- Nissen og Madamen | info
- “Noget” | info
- Oldefa'er | info
- Ole Lukøie | info
- Om Aartusinder | info
- Paradisets Have | info
- Pebersvendens Nathue | info
- Peiter, Peter og Peer | info
- Pen og Blækhuus | info
- Pengegrisen | info
- Pigen, som traadte paa Brødet | info
- Portnerens Søn | info
- Portnøglen | info
- Prindsessen paa Ærten | info
- Psychen | info
- Paa den yderste Dag | info
- Qvæk | info
- Reisekammeraten | info
- Rosen-Alfen | info
- Skarnbassen | info
- Skriveren | info
- Skrubtudsen | info
- Skyggen | info
- Sneedronningen. Et Eventyr i syv Historier | info
- Sneemanden | info
- Sneglen og Rosenhækken | info
- Solskins-Historier | info
- Sommerfuglen | info
- Sommergjækken | info
- Springfyrene | info
- “Spørg Amagermo'er”! | info
- Stoppenaalen | info
- Storkene | info
- Stormen flytter Skilt | info
- Suppe paa en Pølsepind | info
- Svanereden | info
- Svinedrengen | info
- Svinene | info
- Sølvskillingen | info
- Talismanen | info
- Tante Tandpine | info
- Temperamenterne | info
- Theepotten | info
- To Brødre | info
- To Jomfruer | info
- Tolv med Posten | info
- Tommelise | info
- Taarnvægteren Ole | info
- Tællelyset | info
- Ugedagene | info
- Under Piletræet | info
- Urbanus | info
- Vanddraaben | info
- Ved det yderste Hav | info
- Veirmøllen | info
- Venskabs-Pagten | info
- Verdens deiligste Rose | info
- Vinden fortæller om Valdemar Daae og hans Døttre | info
- Vor gamle Skolemester | info
- Vænø og Glænø | info
- Æblet | info
- “Ærens Tornevei” | info
- Aarets Historie | info

### Eventyrsamlinger
- Billedbog uden Billeder | info
- Eventyr og Historier. Ny Samling

### Romaner
- At være eller ikke være | info
- De to Baronesser | info
- Improvisatoren | info
- Kun en Spillemand | info
- Lykke-Peer | info
- O. T. | beskrivelse | info

### Rejseskildringer
- En Digters Bazar | info
- Et Besøg i Portugal 1866 | info
- I Spanien | info
- I Sverrig | info
- Skyggebilleder af en Reise til Harzen, det sachsiske Schweitz etc. etc., i Sommeren 1831 | info

### Selvbiografier
- Mit eget Eventyr uden Digtning [Das Märchen meines Lebens ohne Dichtung], januar og februar 1847 (på tysk)
- Mit Livs Eventyr, C.A. Reitzels forlag, København, 19. juli 1855 (på dansk)
- The Story of My Life, 1871 (på engelsk)
- Levnedsbog, 1929 (på dansk)

### Digte
- Barn Jesus i en Krybbe laae | info
- “Danmark, mit Fædreland” | info
- Det døende Barn | info
- Hvor Skoven dog er frisk og stor | info
- Jeg har en Angst som aldrig før | info
- Jylland — Jylland mellem tvende Have | info
- Konen med Æggene | info
- Moderen med Barnet | info
- Rolighed | tekst Arkiveret 24. oktober 2005 hos  Wayback Machine
- Sange på Wikisource

### Værk
- Samlede værker online og Forfatterportræt Arkiveret 15. juli 2020 hos  Wayback Machine på Arkiv for Dansk Litteratur
- H.C. Andersen: Eventyr 1-7; Bind 6 (Bemærkninger til Eventyr og Historier) Arkiveret 7. april 2008 hos  Wayback Machine
- H.C. Andersen: Eventyr 1-7; Bind 7 (Kommentarbind) Arkiveret 7. april 2008 hos  Wayback Machine
- Det Kongelige Bibliotek: H.C. Andersens eventyr. Tekst efter DSL-udgaven 1963-67, ved Erik Dal og Erling Nielsen. Eventyr (samt historier) alfabetisk
- Hans Christian Andersen præsenteres med digte m.m. i Kalliope.org
- Hør H.C. Andersens Eventyr oplæst af danske kunstnere på DR's netsted